# زوازانژ
زوازانژ (به فرانسوی: Xouaxange) یک کمون در فرانسه است که در Canton of Sarrebourg واقع شده‌است.

## خصوصیات
زوازانژ ۵٫۱۶ کیلومترمربع مساحت و ۳۶۳ نفر جمعیت دارد و ۲۷۰ متر بالاتر از سطح دریا واقع شده‌است.